# 渡辺克己
渡辺 克己（わたなべ かつみ、1965年4月11日 - ）は、日本の男性声優、ナレーター。アクセント所属。東京都出身。

## 来歴・人物
第一回アクセントナレーションコンテスト出身。ナレーションを中心として活動する中、ラジオパーソナリティとしても活躍している。
趣味は、登山、読書。

## 出演作品

### ナレーション
- きょうの出来事 （日本テレビ、今日のトップニュース）
- 報道ステーション （テレビ朝日）
- ザ・ドキュメンタリー （テレビ東京）
- NNNドキュメント（日本テレビ）
- FBI超能力捜査官（日本テレビ）
- ソニーバイオネット（CS、パーソナリティ）
- 釣りビジョン「大塚貴汪フィッシング・ワールド」（CS）
- ナショナルジオグラフィックチャンネル （CS）
- ももチャリでGo!（2008年4月25日 - 2009年3月27日、テレビ埼玉）
- マジすか学園3（2012年7月13日 - 10月5日、テレビ東京）

#### プラネタリウム番組
- ヒーリング番組「天の川幻想」 （2007年、スターライトドーム満天）
- スターリーテイルズ -星座は時を超えて-（2011年、KAGAYA Studio。予告ナレーション及びゼウス役）[4]
- 富士の星暦（2013年、KAGAYA Studio）[5]

### バラエティー
- 熱烈!ホットサンド!（2020年12月12日、STV）新ナレーター緊急オーディション(前編)[6]

### CM
- 日産自動車 ティーダ
- ロッテ リッチフルーツチョコレート
- アサヒ飲料 酸素水
- コナミ METAL GEAR SOLID V: GROUND ZEROES

### 映画予告
- レミーのおいしいレストラン
- ブラインドサイト
- 呉清源-極みの棋譜-
- プリンセスと魔法のキス
- リトル・マーメイド
- ピノキオ
- ソウルフル・ワールド
- リメンバー・ミー
- えんとつ町のプペル

### ラジオ
- AIRDO Walk Around Tokyo （FMノースウェーブ）
- 今夜のナイター情報 （STVラジオ、パーソナリティ）
- 藤堂志津子劇場 （ラジオドラマ）
- 唐沢俊一のポケット （TBSラジオ、2006年11月3日）
- 日本史タロー（2008年10月ごろ - 2009年3月）
- アイアプレゼンツ SKE48&HKT48のアイアイトーク（天の声として、ニッポン放送、2013年10月2日 -）
- ROYCE’ SWEET MUSIC （FMノースウェーブ（J-WAVE除くJFL各局とbayfmにネット））
- ニッポン人物ア・ラ・100年（語りて）

### テレビアニメ
- AKB0048（先聖センセイ）
- AKB0048 next stage（先聖センセイ）
- NARUTO -ナルト- SD ロック・リーの青春フルパワー忍伝（忍）

### OVA
- 戦闘妖精雪風（記者）
- Lingeries（2003年、藤山）

### ゲーム
- エンドセクター
- 金色のガッシュベル!! うなれ!友情の電撃2（システムボイス）
- 金色のガッシュベル!! うなれ!友情の電撃 ドリームタッグトーナメント（システムボイス）
- THE ウォーシミュレーション 〜人の創りし者達〜（レヴィナス）
- 時と永遠 〜トキトワ〜

### 舞台
- オフィスワンダーランド「賭博師・梟」（作：さいふうめい、演出：和田善夫）
- ショーGEKI大魔王「新撰組・維新士」（作・演出：羽広克成）
- あぁルナティックシアター「ブエノスアイレス」（作・演出：橋沢進一）
- あぁルナティックシアター「黄金夢幻城殺人事件」（作：芦辺拓、演出：橋沢進一）
- GENKIプロデュースvol.5「スイートメモリーズ」（2012年2月21日-26日、笹塚ファクトリー）
- 3LDK 第9回公演「(改訂版)おい!オヤジ。」（2012年4月10日-15日、テアトルBONBON）

### ミュージカル
- ミュージカル「悪ノ娘」（2017年6月4日 - 11日、あうるすぽっと、脚本・演出：トクナガヒデカツ） - ミニス 役